# Jacques de Reinach

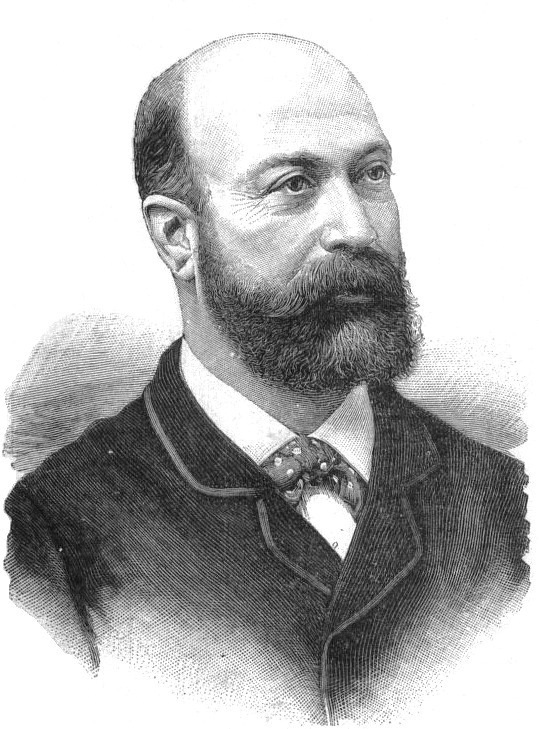
Jacques de Reinach

Jacques Adolphe de Reinach alias Jacques, 2. Baron Reinach (* 17. April 1840 in Frankfurt am Main; † 19. November 1892 in Paris) aus der Familie Reinach war ein französischer Bankier deutscher Herkunft. Er wird hauptsächlich mit dem Panamaskandal in Verbindung gebracht, einer Korruptionsaffäre im Zusammenhang mit dem Bau des Panamakanals, in die während der Dritten Republik französische Politiker und Industrielle verwickelt waren und die Hunderttausende von Sparern ruinierte.

## Leben
Jacques de Reinach stammte aus einer jüdischen Frankfurter Familie. Er war der Sohn von Adolphe Baron de Reinach (1814–1879), der belgischer Konsul in Frankfurt war und 1866 vom italienischen König Viktor Emanuel II. in den Adelsstand und 1867 von Wilhelm I. von Preußen in den Freiherrenstand erhoben wurde, und Clementine Oppenheim (1822–1899). Die Mutter war eine Tochter von Adolphe Oppenheim(-Emden) (1793–1868), einem aus Frankfurt gebürtigen belgischen Privatbankier, der 1817, mit 24 Jahren, Sophie (Sara) Emden geheiratet hatte. Diese war damals 19 Jahre alt und war eine aus Frankfurt gebürtige Nichte von Oppenheims Brüsseler Geschäftspartners Salomon Neustadt.
Er ließ sich Ende der 1850er Jahre in Paris nieder und gründete 1863 mit seinem Schwager, dem internationalen Financier Édouard Kohn, die Bank Kohn-Reinach.
Am 6. Mai 1863 heiratete er Fanny Emden, mit der er drei Kinder hatte: Henriette-Clémentine (die später Joseph Reinach heiratete), Lucien und Juliette-Maximilienne.
Während der Belagerung von Paris war er Nationalgardist und 1871 wurde er französischer Staatsbürger. Seine Geschäfte florierten mit dem Bau der Eisenbahn in der Provence und Investitionen in die kanadische Gesellschaft Canadian Pacific Railway. Auch an der Finanzierung des Kanals von Korinth war er beteiligt. Sein Stadtpalais im Parc Monceau wurde zum Treffpunkt der politischen, finanziellen und künstlerischen Elite von Paris. Er kaufte auch das Schloss von Nivillers in der Picardie, wo er 1884 Bürgermeister wurde.

## Panamaskandal
→ Zum Hauptartikel Panamaskandal

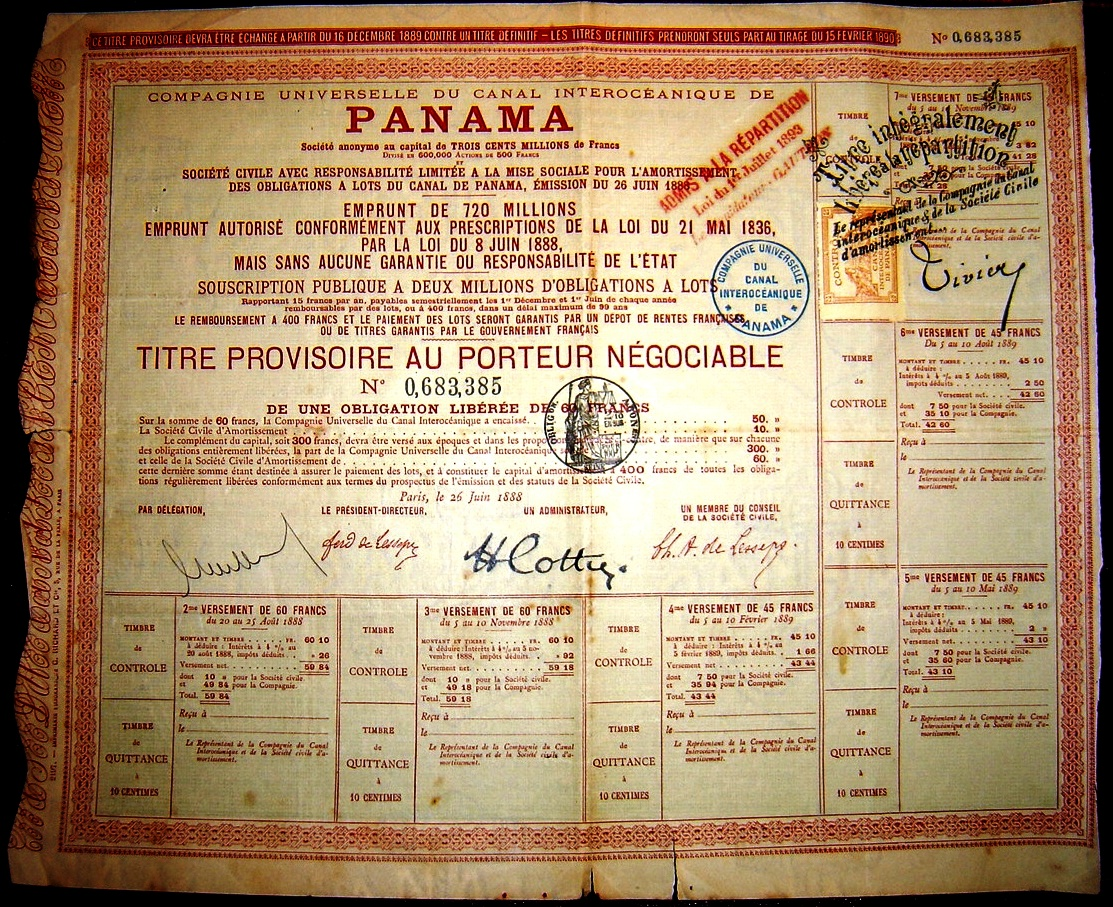
Losanleihe der Panamagesellschaft

1878 schloss er sich mit Cornelius Herz zusammen, der ebenfalls deutscher und jüdischer Abstammung war und, nachdem er in den USA ein Vermögen gemacht hatte, in Paris Beziehungen zu Politikern und Journalisten unterhielt und unter anderem die Zeitung La Justice von Georges Clemenceau finanzierte. 1886 wurde Reinach mit Herz zusammen Werbeleiter der Compagnie universelle du canal interocéanique de Panama, die 1879 von Ferdinand de Lesseps gegründet worden war. Er nutzte seine Kontakte zur Presse und zur Politik, um Kleinsparer zu Investitionen in das Unternehmen zu bewegen, und begann, Abgeordnete zu beeinflussen, damit sie einem Gesetz zustimmten, das es der damals kurz vor dem Bankrott stehenden Panamakanal-Gesellschaft erlaubte, eine Losanleihe auszugeben. Dabei stützte er sich auf seinen Vertrauten Émile Arton, der nicht davor zurückschreckte, Parlamentarier zu bestechen. Die Operation trug Früchte: Das Gesetz wurde schließlich im Juni 1888 verabschiedet, aber es kam zu spät und im Dezember desselben Jahres meldete die Panamakanal-Gesellschaft Konkurs an.
Am 4. November 1892 wurde Reinach wegen Bestechung angeklagt. Gegen das Versprechen, seine Geschäftsbücher auszuhändigen, blieb er auf freiem Fuß und hielt sich an der Côte d’Azur auf. Die nationalistischen und antisemitischen Zeitungen der Zeit, wie La Libre Parole von Édouard Drumont und La Cocarde von Maurice Barrès, führten daraufhin eine heftige Pressekampagne gegen ihn. Für Barrès war der „berühmte, einflussreiche und aktive jüdische Bankier Baron Jacques de Reinach ein Produkt der parlamentarischen Republik“.

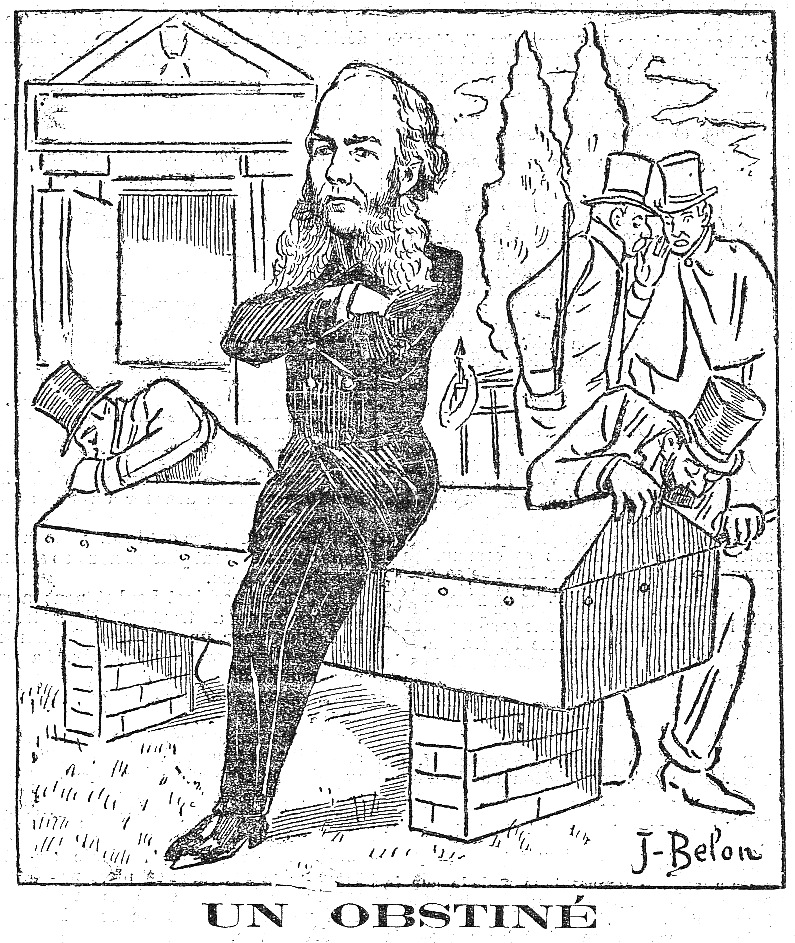
Die Regierung Loubet, insbesondere der Justizminister Ricard, weigerte sich, die Autopsie des Barons de Reinach zu genehmigen. Die Kammer gab ihm in diesem Punkt Unrecht und brachte ihn damit zu Fall (Karikatur in La Presse).

Er wurde am 21. November 1892 vor das Strafgericht zitiert und kehrte am 19. November 1892 nach Paris zurück. Am Morgen des 20. November 1892 wurde er tot in seiner Privatwohnung in der Rue Murillo 20 aufgefunden, während sein Schwiegersohn Joseph seine Dokumente verbrannte. Nach der Obduktion stellte die offizielle Untersuchung fest, dass er einen Schlaganfall erlitten hatte, aber einige Artikel sprachen von Selbstmord oder Vergiftung.
Die Untersuchungskommission stellte fest, dass Reinach von den 9,8 Millionen Francs, die er für Öffentlichkeitsarbeit erhalten hatte, nur drei Millionen dafür, den Rest aber für die Bestechung von Presse und Parlamentariern verwendet hatte.

## Sonstiges
In seinem 1898 veröffentlichten Roman Paris ließ sich Émile Zola für seine Figur des Baron Duvillard von Jacques de Reinach inspirieren.